# 角運動量演算子
量子力学における角運動量演算子は演算子の１つで、古典的な角運動量に類似した性質をもつ。
角運動量演算子は、原子物理学や回転対称性を含む他の量子問題において中心的な役割を果たす。
古典系と量子系のどちらにおいても角運動量は、線形運動量とエネルギーとともに運動の３つの基本的性質の１つである。
角運動量には、全角運動量J、軌道角運動量L、スピン角運動量（またはスピン）Sがある。
紛らわしいが、「角運動量演算子」と言ったときは全角運動量や軌道角運動量のことを指す。
全角運動量は常に保存されている。詳細はネーターの定理を参照。